# ドキッ
『ドキッ』はFIELD OF VIEWの5thシングル。

## 解説
- ベースの新津健二が加入してから初のシングル。
- 前作まではZARDの坂井泉水から詞の提供を、織田哲郎や多々納好夫から曲の提供を受けていたものをシングルカットしていたが、今作はFIELD OF VIEW再デビュー後としてはメンバー（浅岡雄也）が初めてA面の作曲を務めた作品。
- 全日空「ANA'sパラダイス」CMソングとして話題になった。
- 初めてカップリングのカラオケが収録された。

## 収録曲
1. ドキッ
作詞：山本ゆり　作曲：浅岡雄也　編曲：葉山たけし
2. When I call your name
作詞・作曲：浅岡雄也　編曲：徳永暁人
3. ドキッ（オリジナルカラオケ）
4. When I call your name （オリジナルカラオケ）

## 収録アルバム
- FIELD OF VIEW II (#1)
- SINGLES COLLECTION+4 (#1)
- FIELD OF VIEW BEST 〜fifteen colours〜 (#1)
- the FIELD OF VIEW BEST 2001 Limited Edition of Asia (#1)
- Memorial BEST 〜Gift of Melodies〜 (#1)
- BEST OF BEST 1000 FIELD OF VIEW (#1)
- FIELD OF VIEW BEST HITS (#1)
- FIELD OF VIEW 25th Anniversary Extra Rare Best 2020, (#1, #2、#1は未発表テイク)